# ミュオニック原子
ミュオニック原子（ミュオニックげんし）とは、負の電荷を持ったミュオン (μ−) が原子核に束縛された状態を指す。

## 概要
負ミュオンは電子の約200倍の質量を持つため、その軌道半径（ボーア半径）は電子のそれの約200分の1になる。通常の実験条件では1つの原子核が束縛する負ミュオンは1つであり、それより遥か外側の軌道にある電子から見ると、原子核の電荷が実効的に一価だけ遮蔽されて減少したように見える。これは水素原子およびその同位体にとっては核が中性に見える事を意味し、ミューオン触媒核融合が可能になる主要な原因の1つとなっている。
負ミュオンが基底状態である 1s 軌道に遷移する過程では、ミュオンに特有のエネルギーを持つX線（特性X線）が放出される。これをミュオン捕獲特性X線と呼ぶ。この特性X線は対応する電子の特性X線の200倍という高エネルギーを持つため、通常の蛍光X線分析では感度が低いナトリウムより軽い元素の非破壊分析に適している。また、ミュオン捕獲特性X線のエネルギーを正確に測定することにより原子核の電荷分布を知ることができる。一方、負ミュオンのスピン偏極は1s 軌道に遷移する過程で約6分の1にまで失われ、1s 状態においてランダムに向いている原子核スピンとの超微細相互作用によりさらに減少する。また、原子番号が大きくなるにつれて原子核に捕獲された負ミュオンは弱い相互作用により原子核に吸収されて消滅する確率が急激に上昇する。従って負ミュオンを用いたミュオンスピン回転実験を行なうためには高強度の負ミュオンビームを必要とし、現状では限られた応用範囲においてのみ有効に用いられている。